# Serenata (Pete Jolly)
Serenata (sottotitolo: The Piano Artistry of Pete Jolly) è un album raccolta del pianista jazz statunitense Pete Jolly, pubblicato dall'etichetta discografica A&M Records nel 1970.

## Tracce

### LP
Lato A
1. Windows of the World – 4:57 (testo: Hal David – musica: Burt Bacharach) – Tratto dall'album: Herb Alpert Presents Pete Jolly (1968)
2. Serenata – 3:07 (testo: Mitchell Parish – musica: Leroy Anderson) – Tratto dall'album: Herb Alpert Presents Pete Jolly (1968)
3. Like a Lover – 3:03 (testo: Nelson Motta; Alan Bergman, Marilyn Bergman (testo in inglese) – musica: Dori Caymmi) – Tratto dall'album: Herb Alpert Presents Pete Jolly (1968)
4. Little Green Apples – 2:55 (Bobby Russell) – Tratto dall'album: Give a Damn (1969)
5. Dancing in the Street – 3:06 (William Stevenson, Marvin Gaye) – Tratto dall'album: Herb Alpert Presents Pete Jolly (1968)

Lato B
1. What the World Needs Now – 3:14 (testo: Hal David – musica: Burt Bacharach) – Tratto dall'album: Give a Damn (1969)
2. The Look of Love – 5:01 (testo: Hal David – musica: Burt Bacharach) – Tratto dall'album: Give a Damn (1969)
3. Whistle While You Work – 4:44 (testo: Larry Morey – musica: Frank Churchill) – Tratto dall'album: Give a Damn (1969)
4. Love So Fine – 2:40 (testo: Tony Asher – musica: Roger Nichols) – Tratto dall'album: Herb Alpert Presents Pete Jolly (1968)
5. Give a Damn – 2:55 (Stuart Scharf) – Tratto dall'album: Give a Damn (1969)

## Musicisti
Windows of the World / Serenata / Like a Lover / Dancing in the Street / Love So Fine
- Pete Jolly – pianoforte
- John Pisano – chitarra
- Chuck Berghofer – contrabbasso
- Earl Palmer – batteria
- Herb Alpert – produttore

Little Green Apples / What the World Needs Now / The Look of Love / Whistle While You Work / Give a Damn
- Pete Jolly – pianoforte, arrangiamenti
- Chuck Berghofer – contrabbasso
- Nick Ceroli – batteria
- Conte Candoli – tromba
- Jay Daversa – tromba
- Bob Edmondson – trombone
- Bob Brookmeyer – trombone
- Herb Alpert e George Jerman – produttori